# Lymeon pulcratorius
Lymeon pulcratorius är en stekelart som först beskrevs av Carl Peter Thunberg 1822.  Lymeon pulcratorius ingår i släktet Lymeon och familjen brokparasitsteklar. Inga underarter finns listade i Catalogue of Life.